# Argýris Kamboúris
Argýris Kamboúris (grec moderne : Αργύρης Καμπούρης), né le 24 janvier 1962, à Athènes, en Grèce, est un ancien joueur grec de basket-ball. Il évolue durant sa carrière au poste de pivot.

## Palmarès
- 3e des Jeux méditerranéens de 1987
- Champion d'Europe 1987
- Finaliste du championnat d'Europe 1989
- Championnat de Grèce 1993, 1994, 1995
- Coupe de Grèce 1994